# 아돌프에게 고한다
《아돌프에게 고한다》(일본어: アドルフに告ぐ 아도루푸니 쓰구[*])는 테즈카 오사무가 창작한 만화이다. 1986년에 고단샤 만화상을 수상하였다. 흔히 악을 응징한다면서 폭력을 정당화하지만, 폭력은 또 다른 미움과 폭력을 만들어낼 뿐이라는 비폭력사상이 주제이다.
만화는 제2차 세계 대전 이전의 세계를 배경으로 "아돌프"(Adolf)라는 이름을 가진 세 명의 남자를 따라가면서 진행된다. 첫 번째 아돌프는 일본에 거주하고 있는 아슈케나짐 아돌프 카밀이며, 두 번째 아돌프는 아돌프 카우프만, 마지막 아돌프는 나치 독일의 독재자 아돌프 히틀러이다.

## 줄거리
《아돌프에게 고한다》는 1936년, 일본의 기자 도게 소헤이(峠草平)가 베를린 올림픽을 취재하러 가면서 시작된다. 독일에 도착한 도게는 유학중인 남동생이 살해당했다는 것을 알게 된다. 거기다 마치 동생이 원래 존재하지 않았다는듯 모든 흔적과 증거가 지워져 있었다. 도게는 동생이 일본에 부친 아돌프 히틀러와 관련된 정보가 담긴 편지 때문에 살해당했다는 것을 알게 된다. 이 정보는 제3제국을 무너뜨릴 수 있는 치명적인 정보였다.

## 등장인물
- 아돌프 히틀러: 독일의 독재자.
- 아돌프 카우프만: 독일인 부친과 일본인 모친의 혼혈. 처음에는 나치즘에 관심이 없었으나 유겐트를 거쳐 보안대 대원, 게슈타포가 되어 유대인을 탄압한다.
- 아돌프 카밀: 일본에 살고 있는 독일계 유대인. 아돌프 카우프만과 어릴 적 친구였으나, 역사의 흐름에 따라 반목하게 된다. 자신의 부친이 나치독일로부터 죽임당한 것처럼 자신도 팔레스타인 사람들에게 폭력을 휘두른다. 부모님과 같이 교토 유대인 공동체에서 살았는데, 나치독일과 연합군의 폭력으로 약혼자와 부모님이 희생된다.
- 도게 소헤이: 일본인 기자. 1936년 베를린 올림픽을 취재하러 갔다가 동생이 살해당하자 그 비밀을 파헤치던 도중, 제2차 세계 대전에 휘말리게 된다. 아돌프 카우프만의 어머니와 재혼하여 끝까지 사랑한다. 연합군의 공습으로 청각장애인이 되는데, 다른 분들은 더 심한 장애를 갖고 있는데 자신은 그렇지 않으니 다행이라고 생각함으로써 장애를 받아들인다.
- 리하르트 조르게: 일본 제국 내에 암약하고 있던 소련의 스파이. 조르게의 스파이단이 추출해낸 정보는 이야기의 마지막 순간까지 결정적 역할을 한다.
- 에르빈 롬멜: 아프리카 군단을 지휘한 독일의 국민적 영웅. 히틀러 암살 미수 사건에 연루되어 자살을 빙자해 친위대에게 살해당한다.
- 빌헬름 카이텔
- 요제프 괴벨스
- 아돌프 아이히만: 유대인 학살의 실무 책임자. 아돌프 카우프만에게 이송되는 유대인들을 중간에 죽여 버리라고 사주한다.
- 아세틸렌 램프: 데즈카 오사무의 간판 캐릭터. 게슈타포 요원으로 등장해 주인공들을 괴롭힌다.
- 햄 에그